# Ротунда (комуна)
Ротунда (рум. Rotunda) — комуна у повіті Олт в Румунії. До складу комуни входить єдине село Ротунда.
Комуна розташована на відстані 150 км на захід від Бухареста, 49 км на південь від Слатіни, 55 км на південний схід від Крайови.

## Населення
За даними перепису населення 2002 року у комуні проживали 3217 осіб.
Національний склад населення комуни:
| Національність | Кількість осіб | Відсоток |
| -------------- | -------------- | -------- |
| румуни         | 3215           | 99,9%    |
| цигани         | 1              | < 0,1%   |
| поляки         | 1              | < 0,1%   |

Рідною мовою назвали:
| Мова      | Кількість осіб | Відсоток |
| --------- | -------------- | -------- |
| румунська | 3216           | > 99,9%  |
| польська  | 1              | < 0,1%   |

Склад населення комуни за віросповіданням:
| Релігія        | Кількість осіб | Відсоток |
| -------------- | -------------- | -------- |
| православні    | 3215           | 99,9%    |
| греко-католики | 1              | < 0,1%   |